# Leybucht
Leybucht er den næst største bugt i Østfriesland efter Dollart.

## Historie
Bugten blev dannet efter stormfloden i 838.
Efter stormfloderne i 1374 og 1376 nåede bugten sin maksimale udstrækning med et areal på 129 km² og strækkede fra Greetsiel i vest til Marienhafe i øst og fra kanten af Norden til Canhusen (i kommunen Hinte) i syd. I de følgende århundreder blev bygget flere og flere diger for at skabe koge således, at bugten i 1950 var blevet reduceret til sin nuværende størrelse. Den sidste landvinding fandt sted i 1947-1950 med opførelsen af Störtebeker dige, som lukkede Leybucht Kog og kystlinjen blev rettet. I de følgende år var der planer om at genvinde hele bugten for at forkorte digernes linje betydeligt og for at forbedre kystbeskyttelsen. Denne foranstaltning blev til sidst afvist af naturbeskyttelseshensyn. Der blev kun implementeret nogle få små kystforsvarsforanstaltninger (fx genvinding af Leyhörn i 1991).
For at styrke digesystemet begyndte de første forberedelser i 1985 at opbygge Neu Störtebeker-digerne, der blev afsluttet i 2000, og som blev lagt ud foran den gamle dige, blev saltmarsken foran diget i vid udstrækning reddet.
53°32′N 7°06′Ø / 53.53°N 7.1°Ø